# LAV 6
LAV 6 (інколи LAV 6.0 або LAV VI) — четверте покоління колісних бойових броньованих машин LAV, основане на машинах LAV III. Перші машини були виготовлені у 2013 році та після ретельних випробувань прийняті на озброєння канадської армії в 2016 році.
В планах Канадської армії замінити всі наявні машини попередніх поколінь LAV (зокрема, LAV II та LAV III) на LAV 6. На озброєння поступає два основних варіанта: бойова машина піхоти з 25 мм ланцюговою гарматою M242 Bushmaster, та броньована допоміжна машина англ. Armoured Combat Support Vehicle (ACSV).

## Історія
Згідно планів, програма (LAV III Upgrade - LAVUP) з модернізації канадських LAV III до рівня LAV 6 мала бути завершена до грудня 2019 року.

## Варіанти
LAV 6:
- LAV 6 ISC (англ. Infantry Section Carrier) — бойова машина піхоти взводу. Базовий варіант озброєний баштою з 25-мм ланцюговою гарматою M242 Bushmaster, коаксіальним кулеметом C6 GPMG, а також має місце для встановлення іще одного кулемета C6 GPMG або C9A2[1][3][4].
- LAV 6 CP (англ. Command Post) — командно-штабна машина тактичної ланки. Не має башти, натомість в задній частині корпусу припіднятий дах. Озброєна дистанційно керованим бойовим модулем з кулеметом C6 GPMG[1][3][4].
- LAV 6 CE (англ. Combat Engineering) — інженерна машина, обладнана підйомним краном в задній частині, та бульдозерним відвалом зпереду. Башта з гарматою відсутня, натомість машина озброєна дистанційно керованим бойовим модулем з кулеметом C6 GPMG[1][3][4].
- LAV 6 Recce (англ. Reconnaissance Vehicle) — бойова розвідувальна машина, має замінити LAV-25 Coyote для виконання задач розвідки. На відміну від варіанта OPV, ця машина майже ідентична варіанту бойової машини ISC, лише має додаткове обладнання, потрібне для розвідки[1][3][4].
- LAV 6 OPV (англ. Observation Post Vehicle) — машина передового спостережного пункту та розвідки, має замінити LAV-25 Coyote. Машина має конфігурацію, аналогічну варіанту Recce та обладнана додатковою спостережною маштою, яка може здійматись на висоту до 5 метрів у русі та до 10 метрів в зупинці[1][3][4].
- LAV 6 SHORAD (англ. Short-Range Air Defence) — концепт зенітного ракетного комплексу, вперше представлений на виставці CANSEC-2018[1][2].
- LAV 6 CRV (англ. Combat Reconnaissance Vehicle) — прототип колісної розвідувальної машини, створений для участі в програмі Австралійської армії Land 400. На конкурсі був вибраний Boxer CRV[1][2].
- LAV III UP (англ. Upgraded — модернізована) — перші прототипи LAV 6 ISC створені в результаті глибокої модернізації машин LAV III[1][2][4].

LAV 6 ACSV (англ. Armoured Combat Support Vehicle — буквально, бойова броньована допоміжна машина; спершу мала назву LAV 6 CSV):
- ACSV TCV (англ. Troop/Cargo Vehicle) — базовий варіант бронетранспортера, створений на заміну БТР Bison як бронетранспортер загального призначення: від перевезення живої сили до вантажів. Машина озброєна дистанційно керованим бойовим модулем з кулеметом C6 GPMG[2][7].
- ACSV AA (англ. Armoured Ambulance) — броньована медично-евакуаційна машина для транспортування поранених, створена для заміни машин MTVA та M113A3 на базі M113 та медично-евакуаційного варіанта Bison Ambulance[2][7][6].
- ACSV CP (англ. Command Post) — командно-штабна машина для заміни старіших варіантів Bison CP та M577A3 CP на шасі M113[1][2][7].
- ACSV MRT (англ. Mobile Repair Team) — мобільна ремонтна станція, створена на заміну M113A3 MRT на основі M113. Обладнана лебідкою та краном, призначена для ремонту в польових умовах або ж евакуації пошкоджених/виведених з ладу LAV[2][7].
- ACSV FCV (англ. Fitter/Cargo Vehicle) — мобільна ремонтна станція, створена на заміну MTVF на основі M113. Обладнана краном для ремонту техніки в польових умовах[2][7].
- ACSV EV (англ. Engineering Vehicle) — інженерна машина, обладнана бульдозерним відвалом з гідравлічним маніпулятором. Створена на заміну MTVE на основі M113[2][7].
- ACSV EW (англ. Electronic Warfare) — подібний TCV варіант, але в задній частині машини встановлено обладнання для радіо-електронної боротьби. Має замінити машини Bison аналогічного призначення[1][2][7].
- ACSV MRV (англ. Maintenance and Recovery Vehicle) — ремонтно-евакуаційна машина, обладнання гідравлічним бульдозерним відвалом, краном, двома гідравлічними опорними домкратами та дистанційно керованим бойовим модулем з кулеметом C6 GPMG. Створений як заміна MTVR на основі M113[1][2][7][6].

## Оператори

### Україна
В Українських ЗМІ машини отримали назву Super Bison через їхню подібність до машин LAV II Bison та оскільки вони виконують майже ті самі завдання.
Наприкінці червня 2022 року уряд Канади повідомив про рішення передати Україні 39 замовлених раніше для канадських військових бронемашин ACSV. До Європи машини стали прибувати наприкінці жовтня, а вже наприкінці грудня 2022 року вони були помічені в українських військових в Україні.